# 吳笈孫

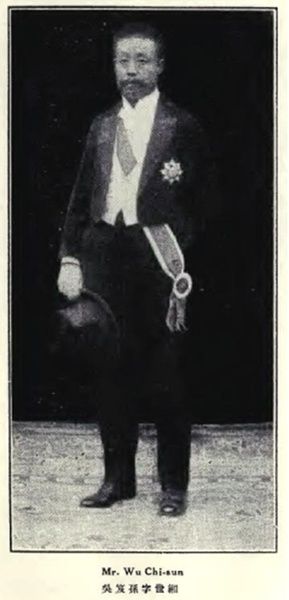

吳笈孫（1875年—1947年），字世缃，河南固始人，清朝及中華民國政治人物。

## 生平
他曾任清朝练兵处军学司委员、民政部员外郎。徐世昌任东三省总督时，他任督署秘书。1914年，他任政事堂司务所所长。1916年，他任印铸局长。1918年10月，徐世昌任大总统，他招聘吴笈孙任总统府秘书长。1919年，吴笈孙参与南北和谈。1922年6月，徐世昌辞大总统时，吴笈孙也辞秘书长。
1947年，逝世。终年72。